# 周曉嵐
周曉嵐（英語：Felix Chow Hiu-laam，1996年—），香港民主黨成員，前任香港沙田區議會駿馬選區議員。

## 從政生涯

### 民主黨社區主任
周曉嵐於香港中文大學畢業後加入民主黨，並在林卓廷議員辦事處擔任議員助理及社區主任，主要服務地區為中文大學所在的駿馬選區。

### 2019年香港區議會選舉
- 2019年區議會選舉，駿馬代號改為R24，議席由爭取連任的蕭顯航、自由黨何偉樂及民主黨的周曉嵐爭奪。因應反對逃犯條例修訂草案運動導致11月發生香港中文大學衝突，駿馬選區在香港中文大學的投票站取消，所有選民集中在駿景園仁愛堂香港台山商會長者活動中心投票，最終周曉嵐取得五成票勝過另外兩人而當選[1]。

| 政党   | 政党   | 候选人    | 票数 | %  | ±      |
| ------ | ------ | --------- | ---- | -- | ------ |
|        | 民主黨 | ①. 周曉嵐 | 2611 | 50 | 不適用 |
|        | 自由黨 | ②. 何偉樂 | 1211 | 23 | 不適用 |
|        | 無黨派 | ③. 蕭顯航 | 1355 | 26 |        |
| 多数票 | 多数票 | 多数票    | 1256 |    | 不適用 |

## 當選後工作及事件

### 跟進香港理工大學衝突及參與聯署要求公務員加薪議程中抽起警隊作獨立審議
11月25日下午4時，周曉嵐即與逾百名非建制派區議會選舉當選人在市政局百週年紀念花園舉行集會聲援理大留守者，就香港理工大學衝突發表聯合聲明要求香港警察撤離香港理工大學，並容許各方進入香港理工大學範圍進行人道救援。聲明亦指應屆區議會選舉結果已對特區政府發出非常清晰的聲音，顯示香港人不會屈服於暴政及警暴，民意從沒逆轉，區議會選舉的勝利並無使他們忘記一眾仍被困理工大學的留守者。周亦參與了時任香港立法會議員與十八區時任及候任區議員要求政府由公務員加薪議程中抽起警隊作獨立審議的聯署。

### 跟進香港中文大學衝突後催淚彈殘餘物及大學站重開事宜
2019年香港中文大學衝突中，警方發射逾二千枚催淚彈及橡膠子彈驅散佔據二號橋的示威者，不少來自催淚彈的CS物質殘留中文大學，殘留份量仍足以刺激皮膚，引起致敏反應。周與化學博士、前化學科著名補習導師鄺士山(Dr. K Kwong)一同進入中文大學校園範圍，並拍攝短片剖析中大的情況，周與鄺亦曾進行直播解答網民有關催淚彈的疑難 。
與此同時，大學站於衝突中亦遭損毀，經過48小時復修及清潔後，仍散發濃烈燒焦味，月台、月台長室、客務中心、閘機和售票機等都被破壞，信號及通訊受阻，列車經過要以人手操控模式慢駛。。港鐵形容破壞程度「前所未見」，復修規模近乎重建車站，惟周與立法會議員林卓廷及多位民主派候任議員進入站內視察後，林指大學站結構未見明顯損毀，斥港鐵「重建」說法誇張，周亦要求盡快重開大學站，不少中大及鄰近酒店員工的交通出現困難，亦要求運輸署提供更多巴士服務。經復修後，車站定於2019年12月21日局部重開，惟D出入口直至2020年1月12日才重開。

### 駿洋邨用作隔離營風波
香港政府在未有事前諮詢居民、鄉委會和區議員下將火炭駿洋邨改為2019冠狀病毒病檢疫中心，並推翻特首林鄭月娥在2020年1月28日表示「放棄未入伙公屋作為檢疫中心」的說法。有關安排引起駿洋邨準入伙住戶和火炭居民的不滿，周曉嵐和民間曾多次舉行集會、遊行和請願，反對政府將該處用作檢疫中心。
2月8日，周於在火炭站外設街站反對火炭公屋駿洋邨將成隔離營，亦於同日與多名沙田區議員到沙田鄉事委員會門外抗議，對政府官員未有知會區議會及討論該處將成為隔離營，只限與鄉委會傾討表示不滿，而區議會請願信掉在地上。

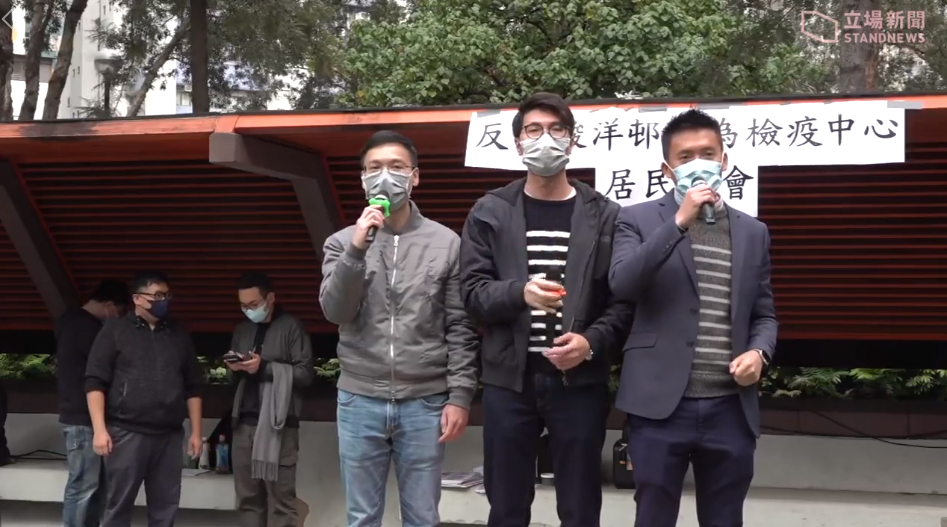
2月9日下午，多名區議員及立法會議員在火炭山尾街遊樂場主持居民大會

2月9日下午，周聯同火炭區議員雷啟榮、穗禾區議員麥梓健以及百多名居民在火炭山尾街遊樂場出席居民大會。集會在傍晚近6時結束後，居民及區議員前往駿洋邨抗議，但被防暴警員舉藍旗及黃旗警告他們參與非法集結，其後警方在一段山尾街及穗禾路設立封鎖線，有1名女子在驅散時被捕，周亦有與區議員麥梓健及陸梓峂到沙田警署跟進被捕女子的情況。
2月10日，沙田區議會召開特別會議討論港府計劃徵用未入伙的火炭駿洋邨作隔離營，食物及衞生局副局長徐德義亦有出席會議。在會前，周和多名區議員聯同數十名駿洋邨準居民在沙田政府合署地下正門外示威。到傍晚6時，區議員希望徐到門外與駿洋邨準居民會面而堵塞會議室出口，大批防暴警察在會議室外通道守候。徐德義及民政事務專員在大批防暴警察護送下離開，期間沒有回應記者提問，也無到場接區議員聯署信。
2月16日，當區區議員、公民黨麥梓健原計劃發起遊行集會，但因警方反對而改為下午5時在山尾街遊樂場舉行集會。警方嚴密佈防，駿洋商場外有水炮車及裝甲車戒備，同時在火炭路設置路障截查車輛和周邊截查市民。在寒冷天氣加上下雨的環境下，有逾百名駿洋邨居民及火炭街坊出席。立法會議員楊岳橋、林卓廷、周和多位沙田區議員也有發表講話。
2月19日，周與麥梓健、雷啟榮聯同40位駿洋邨準入伙居民到何文田房屋署總部外請願，抗議當局無視民意強制徵用駿洋邨作檢疫中心，以及要求房署向準住戶交代日後的上樓安排。居民認為政府提供一筆過6000元津貼不能一時間解決問題。

## 區議會服務 （2020-2023）[29]
- 區議會議員
- 地區設施管理及保安事務委員會委員
- 文化、體育及社區發展委員會委員
- 教育及福利委員會委員
- 發展及房屋委員會委員
- 交通及運輸委員會委員
- 衞生及環境委員會委員
- 財務及常務委員會委員
- 公共關係及宣傳推廣工作小組成員
- 地區設施及改善工程工作小組成員

## 外部連結
- Chow Hiu Laam Felix  周曉嵐 的Facebook （页面存档备份，存于）
- 周曉嵐 （页面存档备份，存于）
- 沙田區議會議員資料周曉嵐先生 （页面存档备份，存于）

| 議會席位      | 議會席位                          | 議會席位 |
| ------------- | --------------------------------- | -------- |
| 前任： 蕭顯航 | 沙田區議會駿馬選區 2020年－2023年 | 現任     |